# Oh, Donna Clara
Oh, Donna Clara ist der deutsche Titel eines 1928 in Warschau komponierten Schlagers. Die Musik stammt von Jerzy Petersburski, der 1930 entstandene Text von Fritz Löhner-Beda.

## Geschichte
Der Warschauer Komponist und Orchesterleiter Jerzy Petersburski schrieb das Stück 1928 zunächst als Instrumentalstück mit dem Titel Tango Milonga für die Musikrevue Warszawa w kwiatach (Warschau in Blumen). Der erste, polnische Text stammt von Andrzej Włast, geb. Gustav Baumritter, der aus einer polnisch-jüdischen Familie stammte und 1942/43 im Warschauer Ghetto starb. In dieser Version wurde das Lied unter anderem im Warschauer Kabarett Morskie Oko von der damals bekannten Tangosängerin Stanisława Nowicka vorgetragen. 1929 folgte eine Schallplatteneinspielung bei Syrena Records mit dem Orchester des Geigers Henryk Gold, einem Bruder des Komponisten Artur Golds und Cousin Petersburskis. Eine deutsche Instrumentalversion erschien am 30. Januar 1930 mit dem Orchester Julian Fuhs in Berlin.
1930 gab Petersburski mit seinem Orchester ein Konzert in Wien, bei dem er unter anderem seine Tango Milonga aufführte. Daraufhin erwarb der Wiener Bohême Verlag die Aufführungsrechte mit der Vereinbarung, dass der Titel geändert werden darf, und beauftragte Fritz Löhner-Beda mit der Erstellung eines deutschen Textes. Unter seinem Titel Oh, Donna Clara wurde das Stück danach weltweit bekannt. Bereits am 31. März 1930 wurde das Stück unter dem neuen Titel durch das Jazz-Orchester John Morris mit Alfred Behrens als Sänger auf Schallplatte eingespielt. Eine englische Version erschien im November 1930 in London, gesungen von Georges Metaxa mit Ray Noble & his New Mayfair Orchestra; der englische Text von Irving Caesar und Jimmy Kennedy folgte weitgehend dem deutschen.

## Komposition

### Musikalischer Aufbau
Das Stück besteht aus einem 16-taktigen, in a-Moll gehaltenen Teil und einem 32-taktigen Teil in A-Dur. Beide folgen dem Schema AABA. Im Moll-Teil führt eine verzögert einsetzende, von einer Violine getragenen, melancholische Melodie zunächst abwärts zur Dominante, wird etwas variiert wiederholt, hellt sich zu einer kurzen Passage in der C-Dur-Parallele auf und fällt dann wieder in die ursprüngliche Mollstimmung zurück. Ein strahlend aufwärts gerichteter A-Dur-Akkord eines Akkordeons leitet danach in den Hauptteil über, dessen erstes Thema ebenfalls wiederholt wird. Sein zweites Thema führt über fis-Moll und E-Dur wieder zum Hauptthema in A-Dur zurück.

### Spätere Fassungen
Die späteren Arrangements haben meist eine 8-taktige instrumentale Einleitung, die das Hauptthema vorwegnimmt. Der deutsche Text Löhner-Bedas erzählt in selbstironischer Weise von der Gefühlswelt eines deutschen Kleinbürgers, dessen erotische Träume sich in der Schlusspointe als eine von der Schlagerindustrie inszenierte Kunstwelt, in der er gleichzeitig Täter und Opfer ist, entlarven. Diese Wendung fehlt in der englischen Fassung.

## Aufnahmen
- Orkiestra Syrena Rekord, Ltg. Henryk Gold, Syrena-Electro Warschau 1929 (instrumental)
- Mieczyslaw Fogg und Orchester, Warschau 1960 (mit polnischem Text)
- Orchester Rüdiger Piesker, Gesang Friedel Hensch und die Cyprys, Polydor 237 141, 1963 (Potpourri-Teil)
- Florindo Sassone Y Su Gran Orquesta, 1974 (instrumental)
- The Bates (feat. Farin Urlaub und Bela B.), aus dem Album Pleasure + Pain, Virgin Records, 1995
- Max Raabe und das Palast-Orchester, Koch Music (Universal) B00005YUJP, 1. März 2002